# Lee Martin (homme politique)
Pour les articles homonymes, voir Lee Martin et Martin.
William Lee Martin, connu sous le nom Lee Martin (né le 7 février 1870, mort le 21 décembre 1950), est un homme politique néo-zélandais membre du Parti travailliste.
Il a été ministre de l'Agriculture entre 1935 et 1941.